# Cavidade de Classe I
Em Dentística, as Cavidades de Classe I, na classificação de Black são cavidades preparadas em regiões de má coalescência de esmalte, cicatrículas e fissuras, na face oclusal de pré-molares e molares, 2/3 oclusais da face vestibular dos molares e na face palatina dos incisivos superiores, ou ocasionalmente, na face palatina dos molares superiores.

## Tipo ponto
Pré-molares e molares - quando apenas um ponto do sulco principal foi atingido pela cárie

## Tipo risco
Pré-molares e molares - quando apenas o sulco principal foi atingido pela cárie.

## Tipo olho de cobra
Pré-molares e molares - quando a lesão não atingiu as estruturas de reforço do esmalte, ponte de esmalte e cristas marginais.

## Tipo Shot Gun ou tiro de espingarda
Pré-molares e molares - minicavidades nas superfícies oclusais dos molares.